# ピナフォア

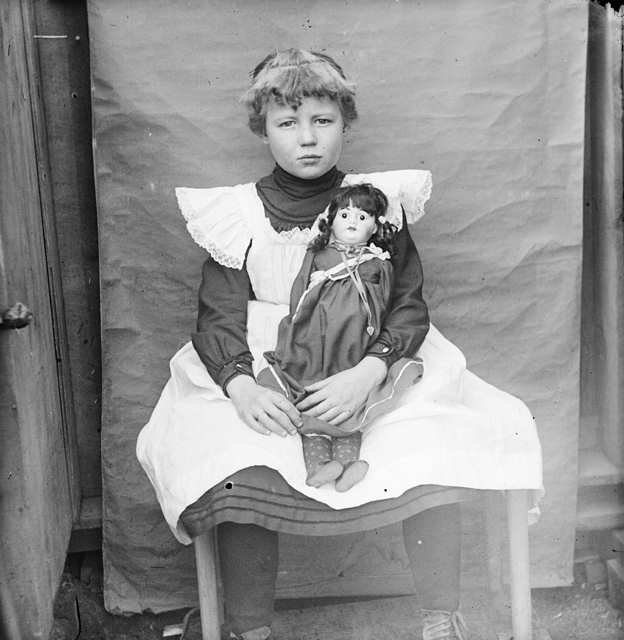
ドレスの上に白のピナフォアを着た少女(ca. 1910年)

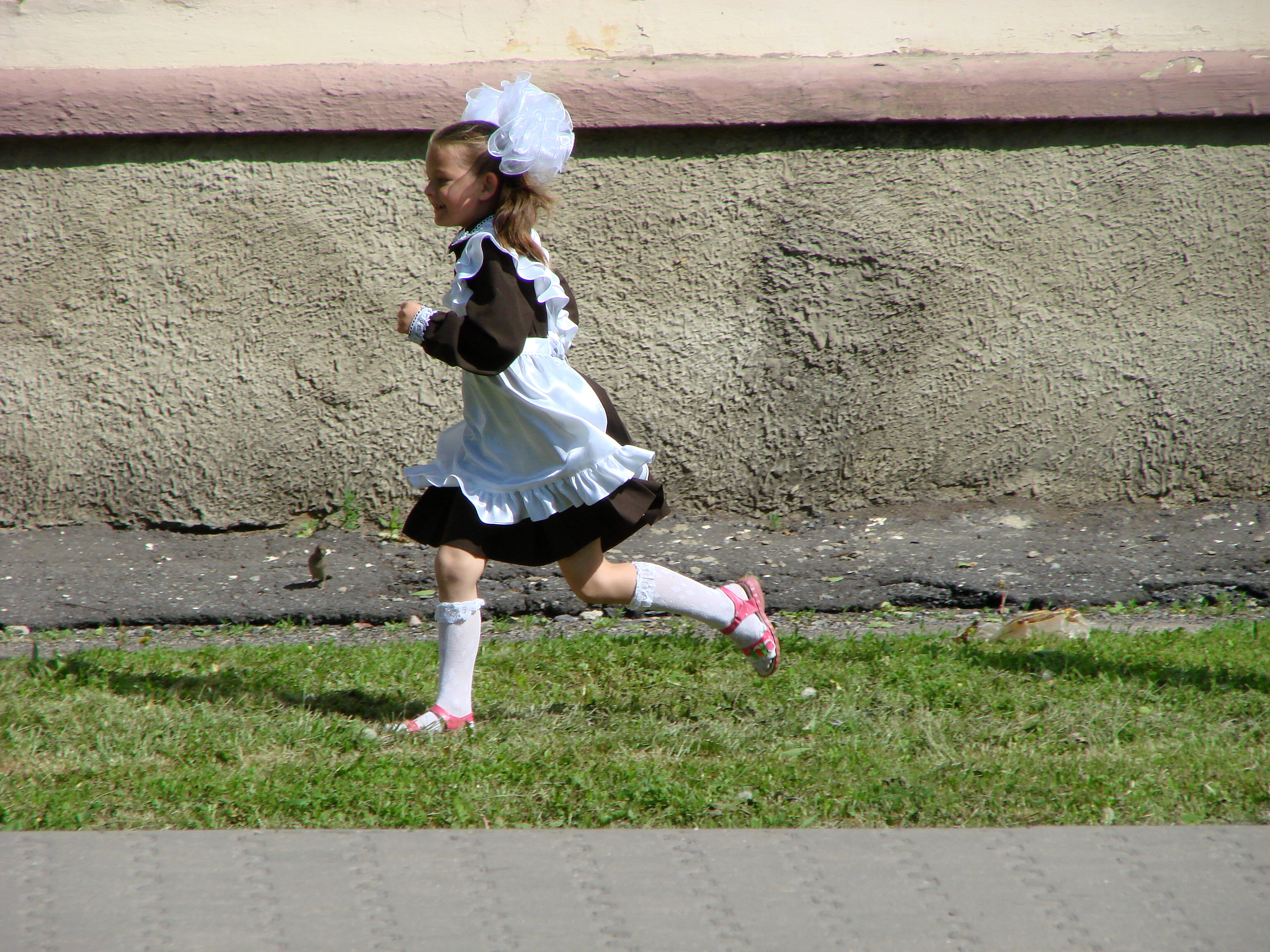
ロシアの女児の伝統的服装

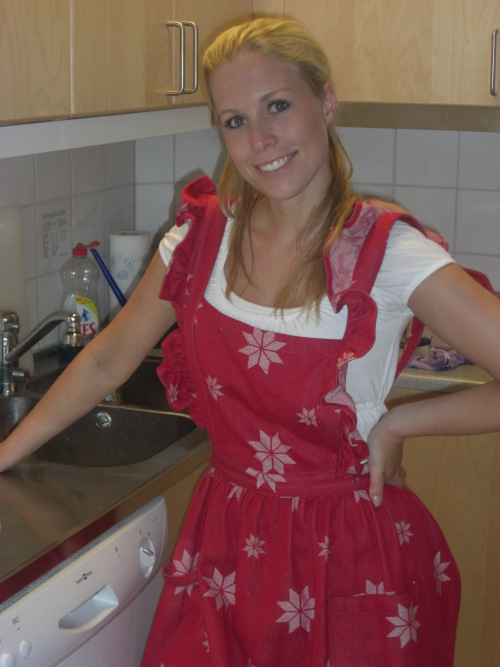
現代の一般的なピナフォア

ピナフォア（pinafore）は、西洋の女性用エプロンの一形式。
イギリス英語の口語ではピニー（pinny）とも。
また、和製英語ではエプロンドレスとも呼ぶ。
ロシア語では学校エプロン（露: Школьный фартук、Shkol'nyi fartuk）と呼びそのまま女学生の制服の意味もある。

## 概要

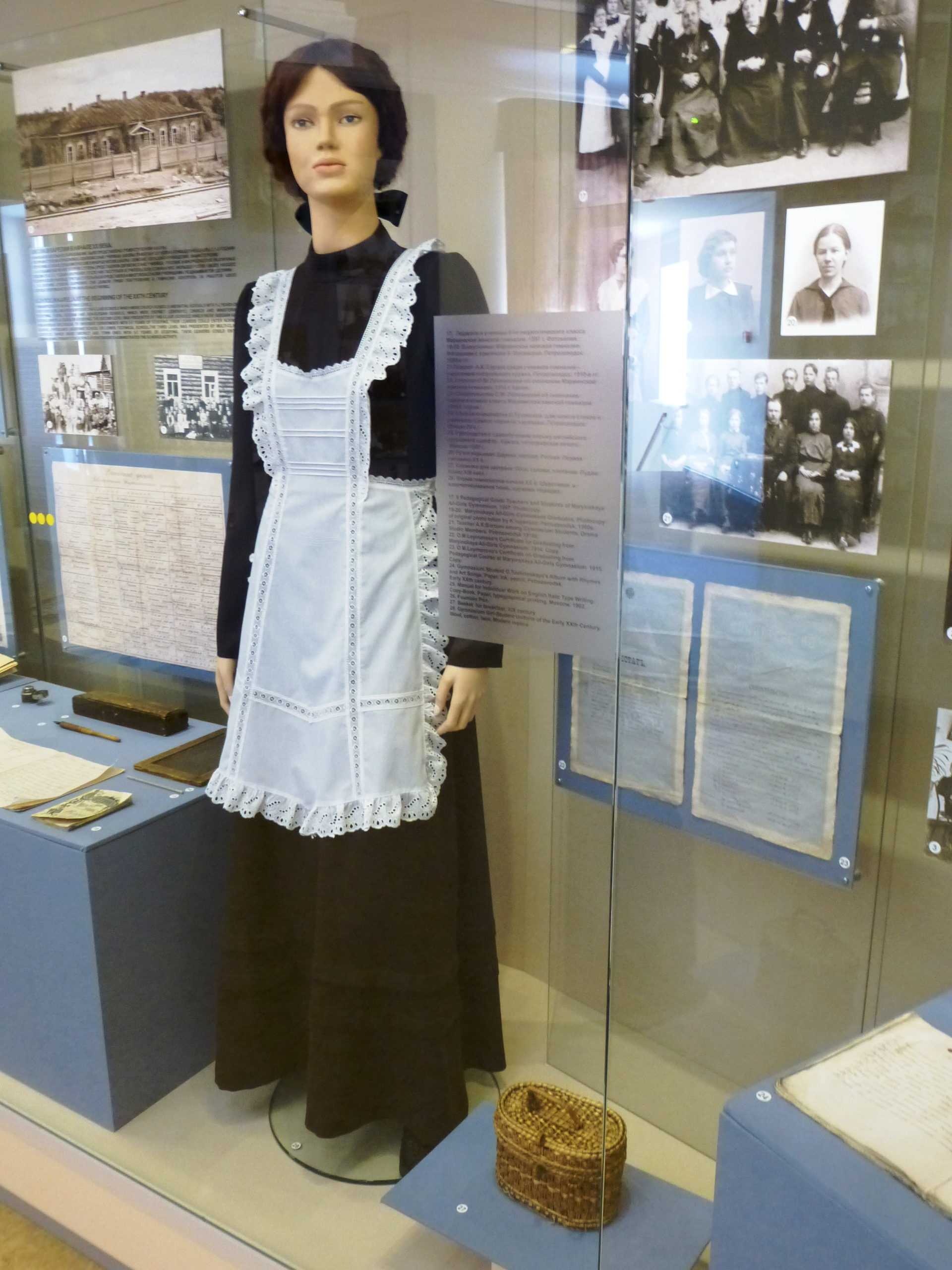
1890年代後半のロシアの学生服

ピナフォアは伝統的に女児や小児の衣服として着られてきた。同じく伝統的な小児用衣服であるスモックと比較すると、ピナフォアには袖が無く、またエプロンなので背中が開いている。現代でも小児用衣服として学校の制服などに取り入れられているほか、人が料理する時などに着る普通のエプロンもピナフォアと呼ばれている。
イギリス英語では、ピナフォアを元にした衣服であるピナフォア・ドレスを略してピナフォアとも呼ぶ（但し、日常的には単にドレスと言うことが多い）。アメリカではピナフォア・ドレスのことをジャンパースカートと呼んでいる。
ピナフォアは衣服全体を覆う大きなエプロンで、子供服にも多く取り入れられ、児童文学「不思議の国のアリス」の挿絵に描かれた主人公アリスの衣装が典型例として知られる。ロシアでは伝統的な子供服として着用されており、ソビエト時代に小中学生の学校制服として広く使用されていたが、1990年代に入るとソビエト解体に伴い制服から外されるようになった。

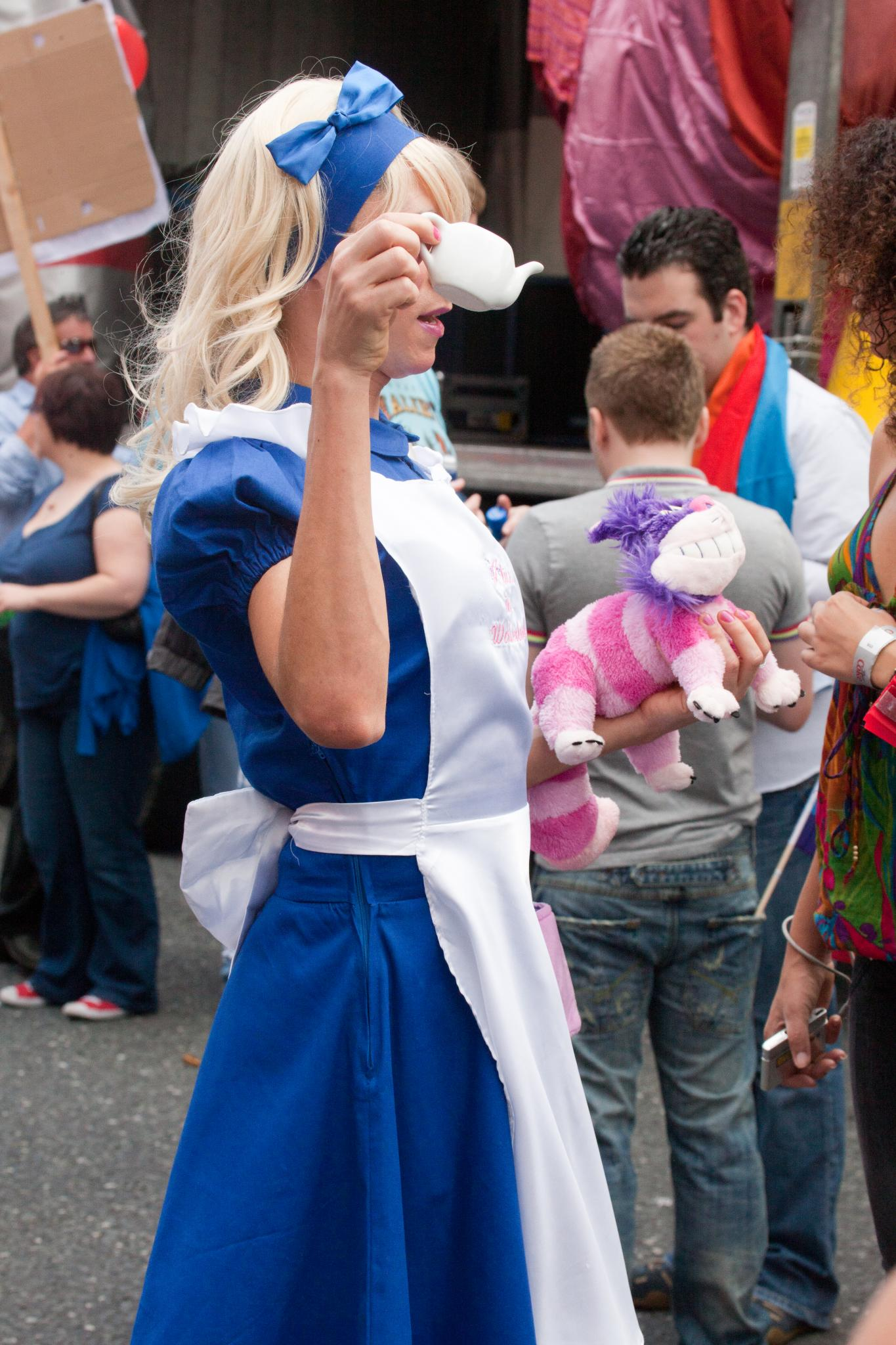
プライド・パレード2010で「不思議の国のアリス」のコスプレをする参加者

現代の日本においては調理や家事、作業などにあたる女性の制服やコスチュームとしても普及している。メイド服がその一例である。またロリータ・ファッションにもしばしば取り入れられる。ワンピース部分と一体化して取り外せないものもある。

## 歴史
ピナフォアがボタンで留めるのではなく紐で吊る形になった理由は、紐だと洗濯の時にすぐに取り外せるのと、ボタンは洗剤に含まれる苛性ソーダでダメージを受けてすぐに劣化してしまうからである。元々、19世紀のイギリスでは衣服自体がなかなか洗濯できなかったため、このようなエプロンが作り出された。